# Kammgarnspinnerei (Schaffhausen)

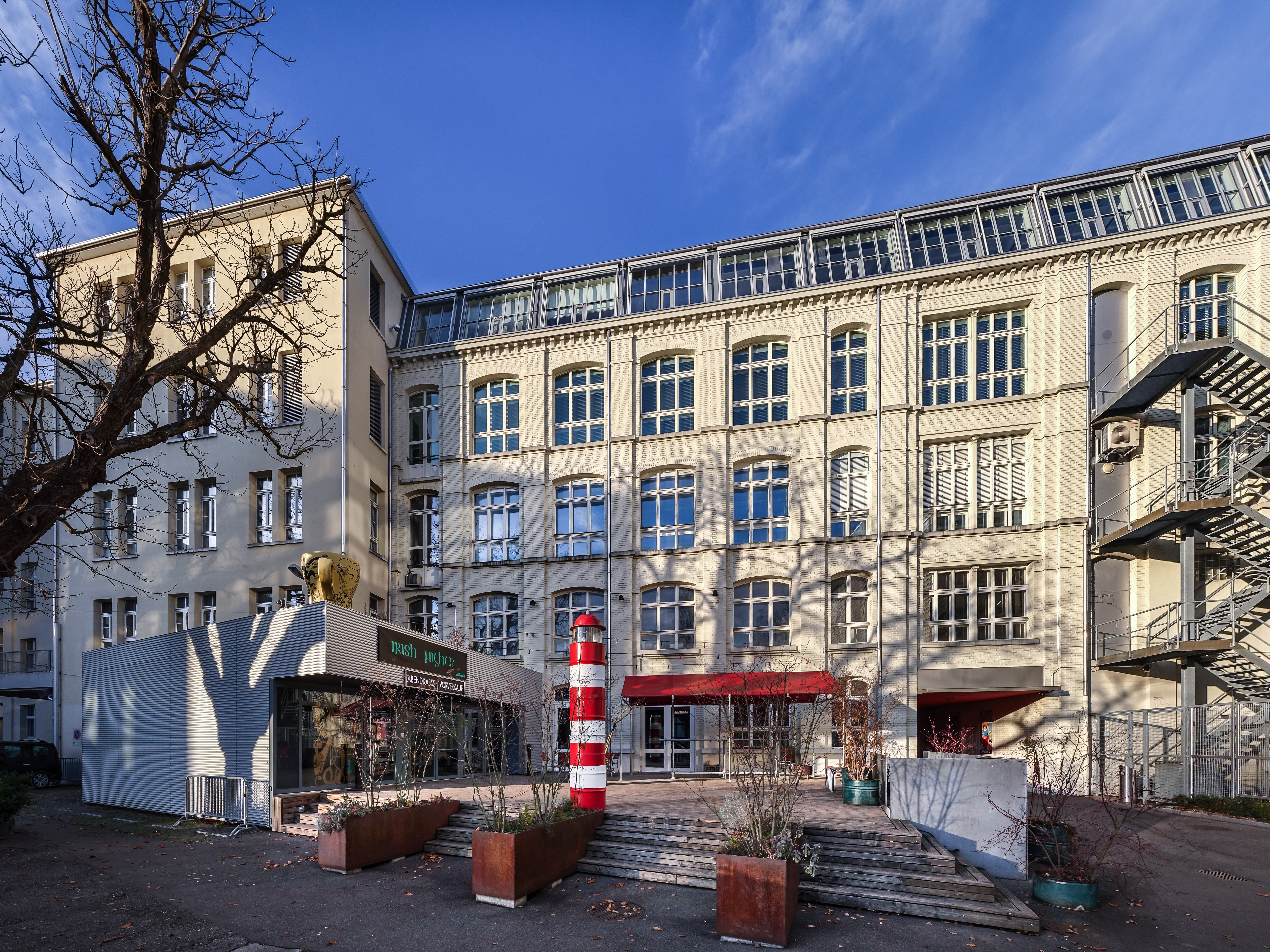
Innenhof und Trakt Baumgartenstrasse, 2020

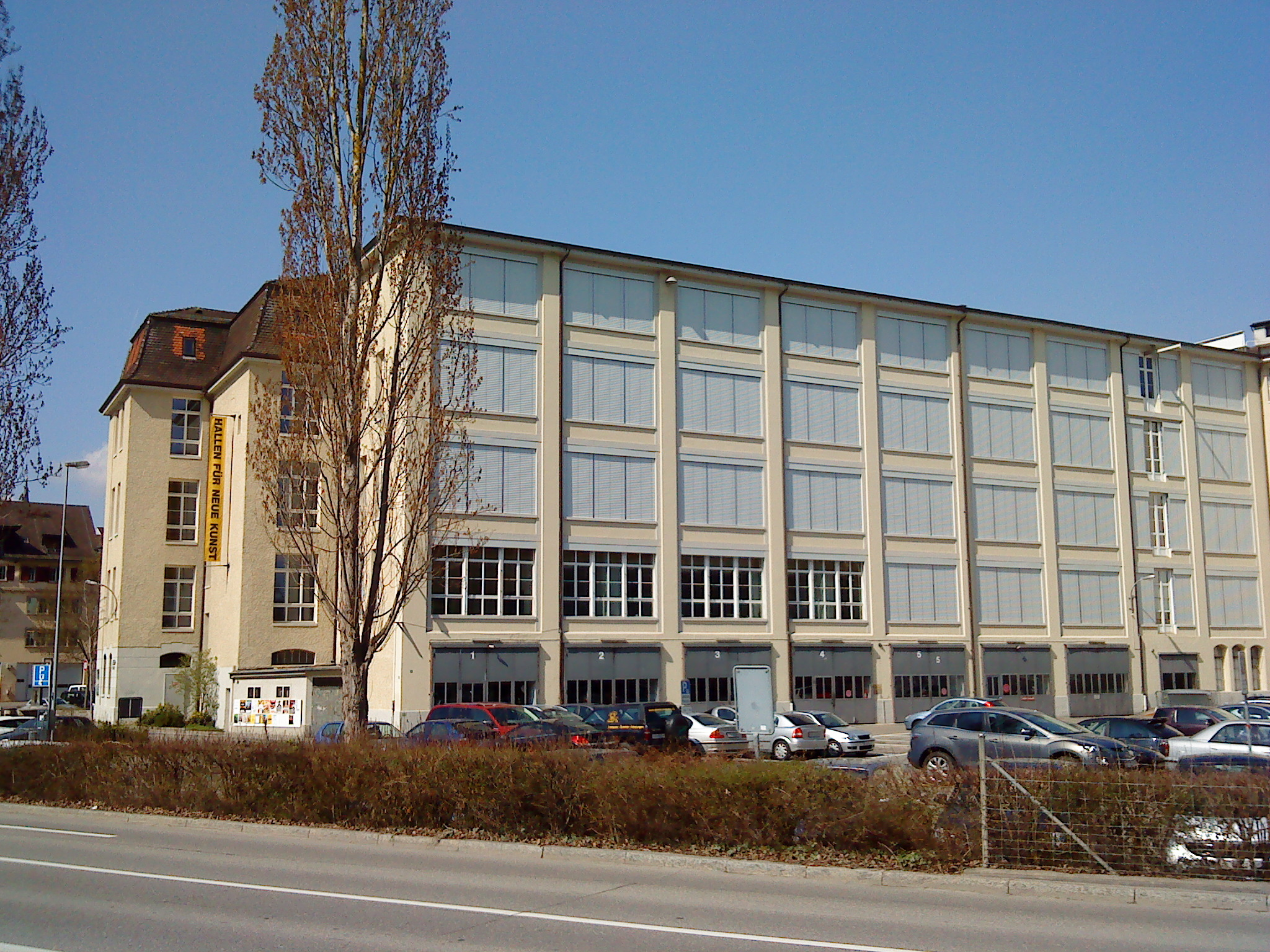
Westflügel, ehemals «Hallen für Neue Kunst»

Die ehemalige Kammgarnspinnerei ist ein Kulturdenkmal in Schaffhausen. Das in Teilen als «Kulturzentrum Kammgarn» genutzte Fabrikgebäude ist im Kulturgüterschutz-Inventar der Schweiz als «Kulturgut von nationaler Bedeutung» (A-Objekt, KGS-Nr. 09286) klassifiziert und prägt neben der International Watch Company (IWC) das Quartier südlich des Museums zu Allerheiligen.

## Lage
Das Areal der ehemaligen Fabrik liegt südlich der Altstadt, die Teil des «Ortsbilds von nationaler Bedeutung» im Inventar der schützenswerten Ortsbilder der Schweiz (ISOS) ist. Es wird im Süden von der Rheinuferstrasse begrenzt.

## Geschichte
Der Name «Baumgartenstrasse» erinnert an die Obst- und Gemüsegärten des Klosters Allerheiligen, das im Zuge der Reformation 1529 säkularisiert wurde. Das Areal um den «Baumgarten» war mit kleineren Gebäuden, Stallungen und der Wohnung des Münsterpfarrers bebaut. Der Unternehmer Rudolf Schoeller erwarb 1865 und 1869 die Liegenschaften und liess die erste Kammgarnspinnerei der Schweiz errichten. Die Kammgarnspinnerei Chessex, Hoessly, Lang & Weidlich nahm 1867 ihren Betrieb auf. Namensgeber waren Schoellers vier Associés. Energie lieferte der im Jahr zuvor fertiggestellte Moserdamm über Drahtseiltransmissionen. Im Jahr 1868 wurde das Unternehmen geteilt: Die Kammgarnspinnerei Lang & Weidlich fusionierte 1907 mit der Kammgarnspinnerei in Derendingen, die Wollgarnspinnerei Chessex & Hoessly, später Schoeller Albers, wurde mit der Marke «Schaffhauser Wolle» bekannt.
Das heutige Gebäude an der Baumgartenstrasse wurde 1886/1887 erbaut. Zwei Jahre später bot die Kammgarnspinnerei als grösste Arbeitgeberin der Stadt 226 Frauen und 183 Männern Arbeit. Der Westflügel an der Klosterstrasse wurde 1912 als eine der ersten Eisenbetonkonstruktionen der Schweiz errichtet. Bei der Bombardierung der Stadt zerstörten Brandbomben am 1. April 1944 Dachstock und Dachboden des Trakts an der Baumgartenstrasse. Da Arbeitsruhe herrschte, kamen keine Menschen zu Schaden.
Die Stadt führte in den 1970er Jahren Verhandlungen mit der Schoeller Textil, um die Fabrik in das Industriegebiet «Herblingertal» zu verlegen. Unter dem Alleininhaber Ulrich Albers wurden Produktion und Handel in der Schweiz schrittweise heruntergefahren. Ende 1979 stellte die Firma den Betrieb in Schaffhausen ein und verkaufte 1982 das etwa 10'000 m² umfassende Areal mit den Bauten für 5 Millionen Franken an die Stadt.
Im Westflügel eröffnete der Künstler Urs Raussmüller am 5. Mai 1984 die «Hallen für Neue Kunst». Im Industriebau konnten Kunstwerke wie das 18 Tonnen schwere Cuts von Carl Andre und die zweistöckige Raum-Skulptur Das Kapital Raum 1970–1977 von Joseph Beuys gezeigt werden. Die Sammlung gehörte zum «Kulturgut von nationaler Bedeutung», wurde aber nach gerichtlichen Auseinandersetzungen 2014 geschlossen und verlegt. Eine Motion «Büro-statt-Beuys» eines Stadtrats zur Umnutzung der Hallen hatten der Kulturreferent sowie der Stadtpräsident Felix Schwank 2005 zurückgewiesen. Zu den Nachnutzern des Flügels gehört der FATart Art Fair (Femme Artist Table), der seit  2016 und 2023 zum sechsten Mal zeitgenössische Kunst von Künstlerinnen aus dem In- und Ausland zeigte. 
Ende April 1984 hatte eine Gruppe Schaffhauser Kunstschaffender im leerstehenden Trakt Baumgartenstrasse eine Ausstellung eröffnet. Daneben fanden ab 1984 dort Konzerte statt, und im Keller wurden sechs Übungsräume für Musiker und ein Tonstudio eingerichtet. Nach der Nutzung auf provisorischer Basis für Konzerte und kulturelle Anlässe beschloss der Grosse Stadtrat 1990 den Erhalt beider Fabriktrakte und ihre kulturelle Nutzung. Im selben Jahr fand das erste Schaffhauser Jazzfestival in der «Kammgarn» statt. Eine Sanierung und ein Ausbau zur erweiterten Nutzung als kulturelles Zentrum fanden bei Kosten von 5,5 Millionen Franken 1994 keine Mehrheit. Eine «IG Kammgarn» formierte sich im Sommer 1995 als eine private Genossenschaft mit später etwa 300 Genossenschaftern, um einen Kulturbetrieb in der «Kammgarn» zu grossen Teilen privat zu tragen und zu finanzieren. Räume im Unter-, Erd- und ersten Obergeschoss wurden langfristig angemietet und auch mit viel unentgeltlicher Hilfe umgebaut. Das «Kulturzentrum Kammgarn» wurde mit einer Aktionshalle der «KiK» (Kultur im Kammgarn), einem Ausstellungsraum des «Forums Vebikus» und dem Clubraum des «TapTab-Musikvereins» am 25. Oktober 1997 als Ganzes eröffnet. Nutzer der weiteren Stockwerke wurden die IWC und das Museum zu Allerheiligen.
Das Stimmvolk stimmte 2020 über die Zukunft des Westflügels ab. Es ging um den Umzug der Biblio- und Ludothek sowie der Pädagogischen Hochschule. Deren Umzug fand auf Kantonsebene eine Zustimmung von 50,3 Prozent, auf Stadtebene eine von 58,2 Prozent. Zur «Entwicklung Kammgarnareal» gehören ein unterirdisches Parkhaus und die Neugestaltung des Hofs. Der Baubeginn wird 2024 erwartet.

## Beschreibung
Der Trakt Baumgartenstrasse ist ein langgestrecktes Industriegebäude mit vier Geschossen. Das weitere Dachgeschoss zeigt im Süden grosszügige Fensterflächen. Das Bauwerk ist in hellen Ziegeln gemauert, die Fenster haben meist Stichbögen. Der winklig anschliessende Westflügel ist ein Betonskelettbau mit fünf Geschossen.

## Belege
1. 1 2 3 4 5 6 7  Jürg Odermatt, Pascal Bührer: Geschichte. Kloster-Baumgarten, Garnspinnerei, Kulturinsel. In: kammgarn.ch: Über uns. (Abgerufen am 26. Oktober 2023.)
2. 1 2  Erich Meyer: Rudolf Schoeller. In: Historisches Lexikon der Schweiz.  25. August 2011.

Koordinaten: 47° 41′ 40,4″ N, 8° 38′ 10,2″ O; CH1903: 689898 / 283345